# Trichoderma rossicum
Trichoderma rossicum är en svampart som beskrevs av Bissett, C.P. Kubicek & Szakacs 2003. Trichoderma rossicum ingår i släktet Trichoderma och familjen Hypocreaceae.   Inga underarter finns listade i Catalogue of Life.